# Gokpop
1. GOkpop

Kpop GOkpop Lyricist, Composer

GOkpop은 대한민국의 K-pop 싱어송라이터이자 작사·작곡가이다. 2024년 11월 28일 첫 앨범을 발매하며 데뷔했다.

2. 경력
GOkpop은 2024년 11월 28일 데뷔 앨범을 통해 K-pop 아티스트로 활동을 시작했다. 음악 제작 과정에서 AI 도구를 활용하며, 이를 패션 디자인에 비유한 콘텐츠를 공유한 바 있다. 예를 들어, AI 작곡가를 패션 디자이너로, 멜로디를 옷으로, 보컬을 모델로 묘사하며 음악 창작을 런웨이 쇼에 비유했다. 2025년 기준으로 스포티파이, 애플뮤직, FLO 등 전세계 많은 곳에 음원 발매하고 있고 네이버 블로그와 유튜브 등을 통해 음악 콘텐츠를 공개하고 있다.

3. 음악 스타일
GOkpop의 음악은 K-pop을 기반으로 힙합, 팝, 댄스, 발라드, 일렉트로닉, 록, 국악풍, 등 여러 장르를 포함한다. 가사는 한국어와 영어를 사용하며, 주요 테마는 사랑, 이별, 희망, 일상, 계절, 우정 등이다. AI를 활용한 작곡 과정에서 창작을 패션 디자인으로 비유하고 있다.
유튜브 채널 @gokpop00에서 확인된 최신 곡들 "꿈", "워미", "너에게", "너 힘들어", "비", "고백송" 을 통해 음악 가치관을 공유하며 각 곡은 계절별 컬렉션처럼, 고유한 "보컬 의상"을 입고 감성의 런웨이 하듯이 작품 활동을 하고 있다.

4. 감성 컬렉션
GOkpop의 대표 곡 유튜브 영상과 네이버 블로그(https://m.blog.naver.com/gokpop00)를 기반으로 한 곡별 분석하면 각 곡의 테마, 스타일, 감성은 패션쇼의 "룩"처럼 설계되어 있다.
(1). "꿈" (Dream)
```
  - 언어: 한국어 (제목), 한국어 위주 가사  
  - 특징: 몽환적인 분위기의 감성 팝 곡으로, 꿈과 희망을 주제로 부드러운 신스 사운드와 청량한 보컬이 어우러집니다. 봄/여름 컬렉션처럼 따뜻하고 희망적인 분위기를 전달합니다.  
```

```
  - 분석: 유튜브 영상에서 비주얼은 꿈속을 떠다니는 듯한 색감과 이미지를 사용하며, 가사는 미래를 향한 열망을 표현. 블로그 포스트(2025년 8월 기준)에서 "꿈을 꾸는 듯한 감성"으로 묘사되며, 팬 댓글에서 "마음이 편안해진다"는 반응 확인.  
```

```
  - 감성: 청중에게 희망과 상상의 자유를 선사하는 곡.
```

(2). "워미" (Wormi)
```
  - 언어: 한국어 (제목), 한국어·영어 혼합 가사  
  - 특징: 경쾌한 댄스 팝 스타일로, 젊은 에너지와 즐거움을 강조. Z세대의 파티 분위기를 닮은 여름 컬렉션 룩.  
```

```
  - 분석: 유튜브 영상은 밝은 색상과 역동적인 비트로 활기찬 분위기를 강조. 블로그에서 "팬들과 함께 즐기는 곡"으로 소개되며, 틱톡 클립에서 팬들이 춤 챌린지에 참여. 팬 댓글에서 "신나고 중독성 있다"는 평가. 

  - 감성: 자유롭고 유쾌한 에너지를 전달하며, 파티와 축제의 순간을 공유.
```

(3). "너에게" (To You)
```
  - 언어: 한국어 (제목), 한국어 위주 가사  
  - 특징: 애절한 발라드로, 사랑과 헌신을 주제로 한 가을/겨울 컬렉션. 깊은 감정의 피아노와 허스키한 보컬이 특징.  
```

```
  - 분석: 유튜브 영상에서 감성적인 비주얼과 가사가 사랑하는 이를 향한 마음을 표현. 블로그(2025년 8월)에서 "진심을 담은 고백"으로 묘사되며, 팬들은 "가사가 마음에 와닿는다"는 반응.  
```

```
  - 감성: 사랑과 그리움의 깊은 감정을 청중과 공유.
```

(4). "너 힘들어" (You're Struggling)
```
  - 언어: 한국어 (제목), 한국어 위주 가사  
  - 특징: 위로와 공감을 주제로 한 감성 발라드. 부드러운 기타와 따뜻한 보컬로 가을/겨울의 위로를 담은 컬렉션.  
```

```
  - 분석: 유튜브 영상은 잔잔한 분위기와 따뜻한 색감으로 위로의 메시지를 전달. 블로그에서 "힘든 순간을 함께하는 곡"으로 소개되며, 팬 댓글에서 "듣다 울었다"는 반응 다수.  
```

```
  - 감성: 고난을 겪는 이들에게 따뜻한 위로를 전하는 곡.
```

(5). "비" (Rain)
```
  - 언어: 한국어 (제목), 한국어·영어 혼합 가사  
  - 특징: 서정적인 멜로디로 비 오는 날의 감성을 담은 곡. 봄/여름 컬렉션처럼 청량하고 부드러운 분위기.  
```

```
  - 분석: 유튜브 영상에서 비 내리는 장면과 어쿠스틱 사운드가 조화를 이루며, 블로그(2025년 8월)에서 "비 오는 날의 감성을 담은 곡"으로 설명. 팬들은 "마음이 촉촉해진다"는 댓글 남김.  
```

```
  - 감성: 잔잔한 위로와 낭만을 선사하는 곡.
```

(6). "고백송" (Confession Song)
```
  - 언어: 한국어 (제목), 한국어·영어 혼합 가사  
  - 특징: 달콤한 러브송으로, 고백의 설렘을 주제로 한 업템포 팝. 여름 컬렉션처럼 밝고 로맨틱한 룩.  
```

```
  - 분석: 유튜브 영상은 화사한 비주얼과 경쾌한 리듬으로 사랑의 설렘을 표현. 블로그에서 "고백의 순간을 담은 곡"으로 소개되며, 팬들은 "연애 시작할 때 듣고 싶다"는 반응.  
```

```
  - 감성: 로맨틱한 설렘과 밝은 에너지를 전달.
```

5. 팬 소통
GOkpop은 네이버 블로그, 유튜브, 쓰레드(Threads), X를 통해 팬과 교류한다. 콘텐츠로는 짧은 영상 클립, 팬 투표, KPOP GOKPOP플레이리스트 등을 공유하고 있다. 

[외부 링크]
- [공식 네이버블로그]

(https://blog.naver.com/gokpop00)
- [유튜브 공식 채널]

(https://www.youtube.com/@gokpop00)
- [네이버 공식 프로필]

https://search.naver.com/search.naver?where=nexearch&sm=tab_etc&mra=bjky&x_csa=%7B%22fromUi%22%3A%22kb%22%7D&pkid=1&os=36471054&qvt=0&query=GOKPOP
1. 각주

## 참고 문헌
- GOkpop. "AI 작곡가.작사가는 패션 디자이너다_ 음악은 이제 런웨이를 걷는다". 네이버 블로그. 2025년 7월 28일.